# Analecta Bollandiana
Analecta Bollandiana − czasopismo założone w 1882 roku C. de Smetta. Zawiera studia przygotowawcze do publikacji Acta sanctorum. Wydaje artykuły naukowe, komentarze, katalogi utworów hagiograficznych. Ukazuje się dwa razy w roku, wydawane w Brukseli przez bollandystów.